# Аньєс Льобет
Аньєс Льобет (ісп. Agnès Llobet; нар. 30 травня 1984, Понт д'Інка, Іспанія) — іспанська акторка та поетеса.

## Біографія
Аньєс Льобет народилася 30 травня 1984 року. Розпочала свою театральну діяльність у восьмирічному віці в Centro dramático DiMarco, а в 2002 році вступила до Театрального інституту Барселони, який закінчила у 2007 році. Є автором поетичних збірок: Podríem (2010), La dona de Poe (2012), L'incendi de les papallones (2015), El desig d'Alcmena (2017), y Turista zero (2020).

## Телебачення
- Вулиця Акація, 38 (2020)
- Віктор Рос (2016)